# Cricetulus sokolovi
Espèce
Statut de conservation UICN

 LC  : Préoccupation mineure
Le Hamster nain de Sokolov (Cricetulus sokolovi), ou Hamster de Sokolov, est une espèce de rongeur de la famille des Cricétidés. Il est présent en Chine et en Mongolie.